# Шеткус, Эрнестас
Эрнестас Шеткус (лит. Ernestas Šetkus; род. 25 мая 1985, Таурогген) — литовский футболист, вратарь.

## Клубная карьера
Профессиональную карьеру начал в 2005 году в клубе «Жальгирис». В 2009 году перешёл в «Таурас».
В 2010 году вернулся в «Жальгирис». Первое его появление после возвращения состоялось 21 марта того же года против «Таураса». В том сезоне Шеткус принял участие в 16 матчах А-лиги
В августе 2010 года Шеткус перешёл в кипрский клуб «Олимпиакос» (Никосия). 2 октября дебютировал в матче против «Пафос». За 18 проведенных матчей, Шеткус имел 2 «сухих» матча. В следующем сезоне он уже был заменой другого балтийского вратаря, Андрея Павлова. Первый матч Шеткуса состоялся 21 ноября 2011 года против «Ариса». Позже он вновь стал основным вратарём, а 7 января играл в матче против «АЕК». В апреле 2012 года находился на просмотре в «Хиберниане» и «Хартсе».
Летом 2012 года подписал контракт с болгарским клубом «Ботев» Пловдив. 11 августа дебютировал в матче против «Славии» София. В начале 2013 года покинул клуб. В марте того же года был очень близок к подписанию контракта с шотландским клубом «Килмарнок».
28 марта он подписал краткосрочный контракт с белорусской командой «Гомель». Через несколько дней Шеткус получил травму подколенного сухожилия. После травмы, 23 июня, он дебютировал в чемпионате Белоруссии в матче против солигорского «Шахтёра». Через неделю он помог своей команде выиграть 2-0 у «Динамо-Брест».
В июле 2013 года Шеткус вернулся на Кипр, подписав контракт с «Неа Саламина» на один год. После успешного сезона на Кипре, в июле 2014 года, Шеткус подписал однолетний контракт с греческим клубом «Керкира». В июле 2017 года перешёл в израильский «Хапоэль» из Хайфы. Спустя два года перешёл в «Хапоэль» из Беэр-Шевы.

## Международная карьера
Дебют за сборную Литвы состоялся 25 марта 2011 года в товарищеском матче против сборной Польши, Шеткус заменил Раймондаса Жутаутаса.